# TENDER
「TENDER」（テンダー）は、日本のバンド・ストレイテナーのメジャー2枚目のシングルである。2004年2月18日発売。発売元は東芝EMI。

## 概要
- 前作から4ヶ月ぶりとなるシングル。
- CD EXTRA仕様。「TENDER」のミュージックビデオ収録。

## 収録曲
1. TENDER(4:44)
作詞・作曲：ホリエアツシ、編曲：ストレイテナー
2. SiNG(2:12)
作詞・作曲：ホリエアツシ、編曲：ストレイテナー
セルフカバーアルバム『STOUT』では4人編成で再録されている。
3. SKYLAB HURRiCANE (HURRiCANE MiXER EDiT)(3:19)
作詞・作曲：ホリエアツシ、編曲：ストレイテナー
インディーズ2ndアルバム『ERROR』収録曲の別バージョン。

## 収録アルバム
1. TENDER
『TITLE』（TITLE Version）
2. SiNG
『STOUT』（STOUT ver.）
3. SKYLAB HURRiCANE (HURRiCANE MiXER EDiT)
『ERROR』（原曲）

## タイアップ
- TENDER：テレビ東京系「JAPAN COUNTDOWN」エンディングテーマ